# Keshār-e Sargap
Keshār-e Sargap (persiska: كشار سرگپ, كِشرِ سَرگَب) är en ort i Iran.   Den ligger i provinsen Hormozgan, i den sydöstra delen av landet, 1 000 km söder om huvudstaden Teheran. Keshār-e Sargap ligger 37 meter över havet och antalet invånare är 417.
Terrängen runt Keshār-e Sargap är varierad. Runt Keshār-e Sargap är det ganska glesbefolkat, med 50 invånare per kvadratkilometer. Närmaste större samhälle är Jamāl Aḩmad, 17,3 km sydost om Keshār-e Sargap. Trakten runt Keshār-e Sargap är ofruktbar med lite eller ingen växtlighet.